# Октилацетат
Октилацетат (каприлацетат) — органическое соединение, сложный эфир уксусной кислоты и октанола-1. Бесцветная жидкость, нерастворимая в воде.

## Получение
- Этерификация уксусной кислоты октанолом-1[1]:

{\displaystyle {\ce {CH3COOH + CH3(CH2)6CH2OH <=> CH3COO(CH2)7CH3 + H2O}}}
- Действие уксусного ангидрида на октанол-1[2]:

{\displaystyle {\ce {(CH3CO)2O + CH3(CH2)6CH2OH -> CH3COO(CH2)7CH3 + CH3COOH}}}
- Экстракция из эфирного масла семян борщевика или апельсинов, так как в них содержится октилацетат[3].

## Физические свойства
Октилацетат представляет собой бесцветную жидкость с запахом апельсинов. Хорошо растворим в органических растворителях, к примеру, в этаноле или эфире, плохо растворим в воде. Эфирное число равно 325,5.

## Химические свойства
- Пиролиз в присутствии тугоплавкого стекла при температуре 520—540 °C приводит к получению октена-1[6]:

{\displaystyle {\ce {CH3COO(CH2)7CH3 ->[SiO2; t] CH3(CH2)5CH=CH2 + CH3COOH}}}

## Применение
Применяется в пищевой и парфюмерной промышленности: является компонентом фруктовых эссенций, парфюмерных композиций,  придавая им цветочно-фруктовый запах.

## Безопасность
Является горючим веществом. Температура вспышки равна 69 °C, область воспламенения составляет 0,74-5,69 % по объёму. Температурные пределы воспламенения: нижний равен 69 °C, верхний — 118 °C. В случае возгорания необходимо тушить тонкораспылённой водой, либо пеной.